# Russische Meisterschaften im Skispringen 2016
Die russischen Meisterschaften im Skispringen 2016 fanden vom 25. März bis zum 3. April in Nischni Tagil auf der Schanzenanlage Tramplin Stork statt. Die Männer trugen zwei Einzelspringen sowie ein Teamspringen aus, wohingegen bei den Frauen lediglich eine Meisterin von der Normalschanze gekürt wurde. Darüber hinaus wurde ein Mixed-Team-Wettkampf abgehalten. Veranstalter war der russische Skiverband für Skispringen und die Nordische Kombination. Als Wettkampfleiter fungierte Juri Kalinin. Russische Meisterin wurde zum wiederholten Male Irina Awwakumowa und auch bei den Herren gewann mit Denis Kornilow ein mehrfacher Meister aus den Vorjahren. Im Team der Männer setzte sich das Team aus der Oblast Nischni Nowgorod durch, wohingegen im Mixed-Team die Sankt-Petersburger Sporttreibenden erfolgreich waren.
Die Meisterschaften fanden zum Ende der Saison 2015/16 statt. Bei den Herren erzielten zwar vier Athleten Weltcup-Punkte, doch waren im Gesamtweltcup alle außerhalb der Top 50 zu finden. In der Nationenwertung wurde Russland mit 109 Punkten Elfter. Deutlich besser verlief die Saison der Frauen, bei denen Irina Awwakumowa sogar eine Podestplatzierung erzielen konnte. Insgesamt sammelten fünf Russinnen Weltcup-Punkte. In der Nationenwertung wurden sie Fünfte.

## Austragungsort
| \| Nischni Tagil \| |
| Nischni Tagil       |

| Nischni Tagil |

## Ergebnisse

### Frauen
| Platz | Name                    | Föderationssubjekt      | Weite 1 | Weite 2 | Punkte |
| ----- | ----------------------- | ----------------------- | ------- | ------- | ------ |
| 01.   | Irina Awwakumowa        | Moskau                  | 085,0   | 095,0   | 222,5  |
| 02.   | Alexandra Kustowa       | Oblast Moskau           | 087,0   | 085,0   | 207,0  |
| 03.   | Sofija Tichonowa        | Sankt Petersburg        | 084,5   | 083,5   | 198,5  |
| 04.   | Anastassija Barannikowa | Region Perm             | 077,5   | 084,5   | 184,5  |
| 05.   | Natalja Solowjowa       | Oblast Nischni Nowgorod | 078,5   | 078,5   | 172,0  |
| 06.   | Xenija Kablukowa        | Region Perm             | 081,5   | 075,5   | 157,0  |
| 07.   | Anna Schpynjowa         | Sankt Petersburg        | 081,5   | 072,0   | 156,5  |
| 08.   | Marija Jakowlewa        | Sankt Petersburg        | 073,5   | 077,0   | 153,5  |
| 09.   | Marija Alexandrowa      | Region Perm             | 071,0   | 069,5   | 134,5  |
| 10.   | Glafira Noskowa         | Region Perm             | 069,0   | 072,0   | 131,5  |

Datum: 27. März 2016
Schanze: Normalschanze K-90
Russische Meisterin 2015:  Sofija Tichonowa
Teilnehmerinnen / Föderationssubjekte: 23 / 8
Den Wettkampf der Frauen gewann die Favoritin Irina Awwakumowa, die im Gesamtweltcup Siebte geworden war, mit großem Vorsprung. Es war bereits ihr siebter Meistertitel im Einzel. Sie war die einzige Athletin, die die Konstruktionspunktweite übersprang. Mit Anna Schpynjowa sprang die zweitjüngste Athletin (* 2002) unter die besten Zehn. Die wenige Wochen jüngere Teilnehmerin Alina Borodina wurde hingegen Letzte.

### Männer

#### Normalschanze
| Platz | Name                  | Föderationssubjekt      | Weite 1 | Weite 2 | Punkte |
| ----- | --------------------- | ----------------------- | ------- | ------- | ------ |
| 01.   | Denis Kornilow        | Oblast Nischni Nowgorod | 095,0   | 098,0   | 261,0  |
| 02.   | Jewgeni Klimow        | Oblast Moskau           | 090,0   | 093,0   | 233,5  |
| 03.   | Roman Trofimow        | Oblast Nischni Nowgorod | 089,5   | 092,0   | 233,0  |
| 04.   | Michail Maximotschkin | Oblast Nischni Nowgorod | 088,0   | 092,0   | 228,0  |
| 05.   | Andrei Patschin       | Oblast Nischni Nowgorod | 088,5   | 089,5   | 222,5  |
| 06.   | Iwan Lanin            | Oblast Nischni Nowgorod | 087,0   | 090,5   | 216,0  |
| 07.   | Michail Nasarow       | Moskau                  | 086,5   | 088,0   | 214,0  |
| 07.   | Wadim Schischkin      | Oblast Swerdlowsk       | 088,5   | 085,5   | 214,0  |
| 09.   | Alexander Baschenow   | Oblast Sachalin         | 083,5   | 090,0   | 211,0  |
| 10.   | Sergei Schulajew      | Oblast Nischni Nowgorod | 086,5   | 086,0   | 209,0  |

Datum: 27. März 2016
Schanze: Normalschanze K-90
Russischer Meister 2015:  Denis Kornilow
Teilnehmer / Föderationssubjekte: 50 / 12
Am Vortag des Einzelspringens von der Normalschanze wurde eine Qualifikation durchgeführt, an der 57 Springer teilnahmen. Elf Athleten galten als vorqualifiziert und verzichteten daher auf eine Teilnahme. Es gewannen aufgrund von Punktgleichheit mit Andrei Patschin und Jegor Ussatschow zwei Athleten das Ausscheidungsspringen. Tags darauf wurde Denis Kornilow mit großem Vorsprung russischer Meister. Jewgeni Klimow wurde Zweiter. Der im Gesamtweltcup bestplatzierte Springer Ilmir Chasetdinow belegte den elften Rang.

#### Großschanze
| Platz | Name                  | Föderationssubjekt      | Weite 1 | Weite 2 | Punkte |
| ----- | --------------------- | ----------------------- | ------- | ------- | ------ |
| 01.   | Denis Kornilow        | Oblast Nischni Nowgorod | 121,0   | 126,0   | 241,1  |
| 02.   | Ilmir Chasetdinow     | Oblast Moskau           | 121,5   | 124,0   | 238,9  |
| 03.   | Dmitri Wassiljew      | Oblast Moskau           | 119,0   | 125,0   | 233,2  |
| 04.   | Michail Maximotschkin | Oblast Nischni Nowgorod | 118,0   | 115,5   | 213,3  |
| 05.   | Roman Trofimow        | Oblast Nischni Nowgorod | 117,5   | 115,5   | 212,9  |
| 06.   | Jewgeni Klimow        | Oblast Moskau           | 112,5   | 120,5   | 209,9  |
| 07.   | Alexander Sardyko     | Oblast Nischni Nowgorod | 114,5   | 116,5   | 207,8  |
| 08.   | Michail Nasarow       | Moskau                  | 115,0   | 115,5   | 205,4  |
| 09.   | Alexander Baschenow   | Oblast Sachalin         | 111,5   | 118,0   | 204,1  |
| 10.   | Jegor Ussatschow      | Region Perm             | 111,5   | 114,0   | 195,9  |

Datum: 31. März 2016
Schanze: Großschanze K-120
Russischer Meister 2015:  Dmitri Wassiljew
Teilnehmer / Föderationssubjekte: 50 / 12
Am Vortag des Einzelspringens von der Großschanze wurde eine Qualifikation durchgeführt, an der 50 Springer teilnahmen. Elf Athleten galten als vorqualifiziert und verzichteten daher auf eine Teilnahme. Qualifikationssieger war Michail Nasarow. Tags darauf wurde Denis Kornilow in einem engen Wettkampf russischer Meister. Nach dem ersten Durchgang war Ilmir Chasetdinow noch in Führung gelegen.

#### Team
| Platz | Team                       | Namen                                                                  | Weite 1                 | Weite 2                 | Punkte |
| ----- | -------------------------- | ---------------------------------------------------------------------- | ----------------------- | ----------------------- | ------ |
| 01.   | Oblast Nischni Nowgorod I  | Michail Maximotschkin Alexander Sardyko Roman Trofimow Denis Kornilow  | 119,5 120,0 116,5 125,0 | 119,0 123,0 120,5 124,0 | 924,5  |
| 02.   | Oblast Moskau I            | Jewgeni Klimow Artur Sultangulow Ilmir Chasetdinow Dmitri Wassiljew    | 120,5 109,0 123,5 122,0 | 129,0 108,0 123,0 119,5 | 881,1  |
| 03.   | Region Perm                | Alexei Kamynin Sergei Kulikow Jegor Ussatschew Artjom Utew             | 110,0 102,5 112,5       | 110,0 114,5 120,5 112,5 | 763,5  |
| 04.   | Sankt Petersburg           | Sergei Pyschow Fjodor Tschischow Wladislaw Bojarinzew Alexei Romaschow | 109,5 103,5 113,5 112,5 | 113,5 108,5 111,0 105,0 | 727,6  |
| 05.   | Oblast Nischni Nowgorod II | Sergei Schulajew Iwan Lanin Alexander Schuwalow Andrei Patschin        | 107,5 104,0 104,5 117,0 | 110,5 119,5 105,0 108,5 | 662,0  |

Datum: 2. April 2016
Schanze: Großschanze K-120
Russischer Meister 2015:  Oblast Nischni Nowgorod
Teilnehmende Teams / Föderationssubjekte: 13 / 10
Weitere Platzierungen:

06. Platz:  Moskau

07. Platz:  Republik Tatarstan

08. Platz:  Oblast Sachalin

09. Platz:  Oblast Kirow

10. Platz:  Oblast Moskau II

11. Platz: Gemischtes Team

12. Platz:  Republik Baschkortostan

12. Platz:  Oblast Kemerowo
Das Team aus der Oblast Nischni Nowgorod verteidigte seinen Titel, wobei anstelle von Andrei Patschin Alexander Sardyko zur Mannschaft gehörte.

### Mixed
| Platz | Team                | Namen                                                                    | Weite 1                 | Weite 2                 | Punkte |
| ----- | ------------------- | ------------------------------------------------------------------------ | ----------------------- | ----------------------- | ------ |
| 01.   | Sankt Petersburg I  | Marija Jakowlewa Alexei Romaschow Sofija Tichonowa Wladislaw Bojarinzew  | 079,0 088,5 090,0 085,5 | 081,0 085,0 085,5 090,0 | 816,0  |
| 02.   | Moskau              | Darja Stepanowa Wiktor Markin Irina Awwakumowa Michail Nasarow           | 063,0 084,5 096,0 091,5 | 066,0 092,0 093,0 097,0 | 803,5  |
| 03.   | Oblast Moskau       | Anna Schukowa Ilmir Chasetdinow Alexandra Kustowa Jewgeni Klimow         | 067,0 089,5 083,0 088,5 | 071,5 088,5 086,0 094,5 | 782,5  |
| 04.   | Region Perm I       | Xenija Kablukowa Alexei Kamynin Anastassija Barannikowa Jegor Ussatschew | 080,5 075,0 083,0 084,0 | 079,0 083,0 083,5 086,5 | 746,5  |
| 05.   | Sankt Petersburg II | Lidija Jakowlewa Fjodor Tschischow Anna Schpynjowa Sergei Pyschow        | 067,0 084,5 077,5 084,5 | 071,5 080,0 082,0 087,5 | 690,5  |

Datum: 29. März 2016
Schanze: Normalschanze K-90
Russischer Meister 2015:  Sankt Petersburg
Teilnehmende Teams / Föderationssubjekte: 10 / 7
Weitere Platzierungen:

06. Platz:  Region Perm II

07. Platz:  Oblast Nischni Nowgorod

08. Platz:  Oblast Kirow

09. Platz: Gemischtes Team

10. Platz:  Oblast Swerdlowsk

Die Titelverteidiger aus Sankt Petersburg setzten sich erneut durch.

## Medaillenspiegel
| Platz | Föderationssubjekt      |   |   |   |    |
| ----- | ----------------------- | - | - | - | -- |
| 1     | Oblast Nischni Nowgorod | 3 | 0 | 1 | 4  |
| 2     | Moskau                  | 1 | 1 | 0 | 2  |
| 3     | Sankt Petersburg        | 1 | 0 | 1 | 2  |
| 4     | Oblast Moskau           | 0 | 4 | 2 | 6  |
| 5     | Region Perm             | 0 | 0 | 1 | 1  |
| Total | Total                   | 5 | 5 | 5 | 15 |